# Lavorgo
Lavorgo ist eine Ortschaft der politischen Gemeinde Faido im Kreis Faido im Bezirk Leventina im Kanton Tessin in der Schweiz.

## Geographie

Werner Friedli (Fotograf): Lavorgo und Pizzo del Sole im Hintergrund, historisches Luftbild (1954)

Werner Friedli: Lavorgo, historisches Luftbild (1964)

Werner Friedli: Lavorgo und Nivo, historisches Luftbild (1964)

Lavorgo liegt auf der Talsohle der Leventina auf 615 Meter am oberen Ende der Biaschina-Schlucht. Wenn man von Norden kommt, ist Lavorgo das letzte Dorf mit nördlichem Charakter und alten Leventineser Holzhäusern. Von Lavorgo aus können Ortschaften auf höher gelegenen Terrassen erreicht werden. Dies sind Calonico, Anzonico, Cavagnago und Sobrio (die so genannte Traversa) auf der linken und Chironico auf der rechten Talseite. In Lavorgo steht ein an das Elektrizitätsleitungssystem angeschlossenes regionales Netzsteuerzentrum der Swissgrid inklusive 380 kV-/220 kV-Umspannwerk.

## Geschichte
Schon 1355 erwähntes Dorf; Laorcum 1567. Nach den dort gemachten Funden kann man annehmen, dass die Bevölkerung zur römischen und frühchristlichen Zeit verhältnismässig dicht gewesen sein muss. 1879 entdeckte man 6 römische Gräber, 1881 mehrere Gräber aus der Eisenzeit; 1882 und 1910 kamen noch andere zum Vorschein.

## Gemeindefusion
Es gehörte zur Gemeinde Chiggiogna bis zu deren Fusion mit Faido am 29. Januar 2006. Als Lavorgo 1882 eine Station der Gotthardbahn erhielt, führte dies zu einer Verschiebung des Siedlungsschwerpunkts. In den 1950er-Jahren wurde daher die Gemeindeverwaltung von Chiggiogna nach Lavorgo verlegt. Nach der Fusion von Chiggiogna mit Faido befinden sich in Lavorgo immer noch einige Verwaltungsbüros der Gemeinde Faido.

## Sehenswürdigkeiten
- Oratorium Santa Petronilla erbaut 1662[1]